# Medaillenspiegel der Olympischen Jugend-Winterspiele 2020

Logo der 3. Olympischen Jugend-Winterspiele 2020

Die Tabelle stellt den Medaillenspiegel der 3. Olympischen Jugend-Winterspiele 2020 im schweizerischen Lausanne dar. Die Nationalen Olympischen Komitees (NOKs) sind nach der Anzahl der gewonnenen Goldmedaillen sortiert, gefolgt von der Anzahl der Silber- und Bronzemedaillen. Dies entspricht der Systematik, die vom Internationalen Olympischen Komitee (IOC) verwendet wird. Weisen zwei oder mehr NOKs eine identische Medaillenbilanz auf, werden sie – alphabetisch geordnet – auf demselben Rang gelistet.
Insgesamt wurden in 81 Wettbewerben Medaillen vergeben.

## Medaillenspiegel
| Platz | Mannschaft           | Gold | Silber | Bronze | Gesamt |
| ----- | -------------------- | ---- | ------ | ------ | ------ |
| 01    | Russland             | 10   | 11     | 8      | 29     |
| 02    | Schweiz              | 10   | 6      | 8      | 24     |
| 03    | Japan                | 9    | 7      | 1      | 17     |
| 04    | Gemischte Mannschaft | 6    | 6      | 6      | 18     |
| 05    | Schweden             | 6    | 4      | 7      | 17     |
| 06    | Österreich           | 6    | 2      | 5      | 13     |
| 07    | Deutschland          | 5    | 7      | 6      | 18     |
| 08    | Südkorea             | 5    | 3      | —      | 8      |
| 09    | Norwegen             | 4    | 3      | 2      | 9      |
| 10    | Volksrepublik China  | 3    | 3      | 4      | 10     |
| 11    | Frankreich           | 2    | 5      | 5      | 12     |
| 12    | Vereinigte Staaten   | 2    | 3      | 6      | 11     |
| 13    | Italien              | 2    | 3      | 3      | 8      |
| 14    | Niederlande          | 2    | 2      | 1      | 5      |
| 15    | Rumänien             | 2    | —      | —      | 2      |
| 16    | Kanada               | 1    | 2      | 5      | 8      |
| 17    | Lettland             | 1    | 2      | 2      | 5      |
| 18    | Tschechien           | 1    | 2      | 1      | 4      |
| 19    | Finnland             | 1    | 2      | —      | 3      |
| 20    | Spanien              | 1    | 1      | 3      | 5      |
| 21    | Australien           | 1    | —      | —      | 1      |
| 0     | Belgien              | 1    | —      | —      | 1      |
| 0     | Estland              | 1    | —      | —      | 1      |
| 0     | Polen                | 1    | —      | —      | 1      |
| 25    | Slowenien            | —    | 2      | —      | 2      |
| 26    | Israel               | —    | 1      | 1      | 2      |
| 0     | Slowakei             | —    | 1      | 1      | 2      |
| 28    | Großbritannien       | —    | 1      | —      | 1      |
| 0     | Kolumbien            | —    | 1      | —      | 1      |
| 30    | Georgien             | —    | —      | 1      | 1      |
| 0     | Liechtenstein        | —    | —      | 1      | 1      |
| 0     | Neuseeland           | —    | —      | 1      | 1      |
| 0     | Ukraine              | —    | —      | 1      | 1      |
| 0     | Belarus              | —    | —      | 1      | 1      |
|       | Gesamt               | 83   | 79     | 81     | 243    |